# Limite K-T

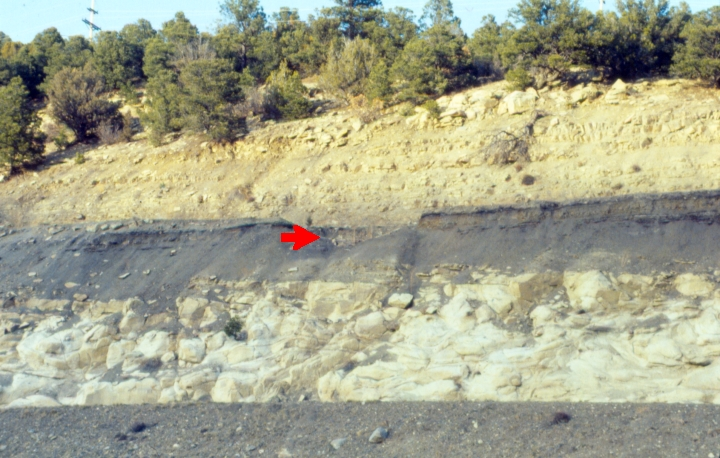
Il limite K-Pg ben in evidenza al passo di Raton (nel Colorado), lungo la strada Interstate 25.

Con l'espressione limite K-Pg (in inglese K-Pg Boundary), precedentemente noto come limite Cretacico-Terziario (K-T), si indica il passaggio, nelle successioni stratigrafiche, tra Cretacico e Paleogene, datato a 65,5 ± 0,3 milioni di anni fa (secondo i dati fino al 2009, ma aggiornato a 65,95 milioni di anni fa secondo la direttive aggiornate all'agosto 2018 della Commissione Internazionale di Stratigrafia e la International Stratigraphic Chart versione 2018-08.). 
La lettera K è l'abbreviazione normalmente usata per il Cretacico, mentre Pg fa riferimento al Paleogene. In alcuni affioramenti tale passaggio è marcato dalla presenza di un livello, avente spessore massimo di un centimetro, che contiene una notevole quantità di iridio e di altri metalli solitamente rari in natura, ma assai comuni nelle meteoriti. In Italia è possibile osservare il limite K-Pg in varie località, tra cui Gubbio, il monte San Vicino e il monte Conero.

## Ipotesi Álvarez
Nel 1980 un gruppo di ricerca guidato dal fisico Luis Álvarez, premio Nobel nel 1968 per i suoi contributi nella fisica delle particelle, rilevò nei sedimenti di molte parti del mondo relativi alla transizione tra Cretacico e Terziario, una concentrazione di iridio tra 30 e 130 volte maggiore del normale. L'iridio è normalmente piuttosto raro nella crosta terrestre in quanto, essendo un siderofilo, è precipitato con il ferro nel nucleo terrestre nelle prime fasi di formazione della Terra durante la differenziazione planetaria. È invece abbondante negli asteroidi e nelle comete e ciò condusse il gruppo di Álvarez ad ipotizzare che la traccia minerale recasse testimonianza dell'impatto tra un asteroide e la Terra, che avrebbe determinato la transizione tra Cretaceo e Paleocene.
L'idea di un impatto astronomico era già stata proposta, ma senza averne rilevato le tracce. Ed anche Álvarez, nel formulare la sua ipotesi, non aveva indicato alcun possibile sito per l'impatto. Era stato tuttavia calcolato che l'impatto avrebbe dovuto condurre alla formazione di un cratere di circa 250 chilometri di diametro.

## Cratere di Chicxulub

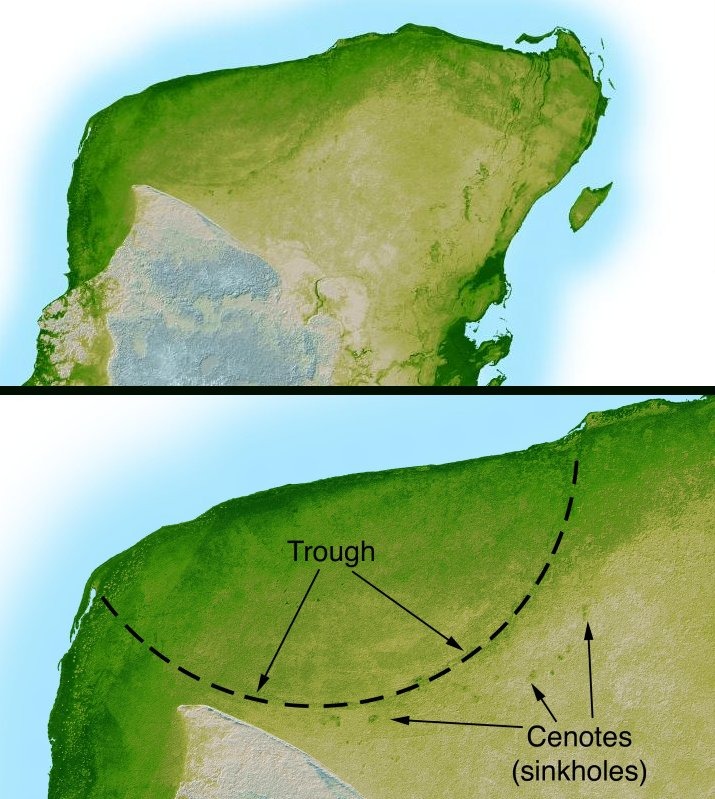
La topografia radar rivela le dimensioni del cratere di Chicxulub (180 km)

Ricerche successive identificarono nel 1990 il cratere di Chicxulub sulla costa dello Yucatán, in Messico, come quello corrispondente alle indicazioni; questo cratere ha infatti un diametro di circa 180 chilometri, in linea con i calcoli precedenti.
La forma e la localizzazione del cratere indicano altre cause di devastazione oltre alla nube di polveri. L'impatto dell'asteroide sulla costa deve aver provocato giganteschi tsunami, testimoniati da numerose tracce nella costa Caraibica e nell'est degli Stati Uniti. L'asteroide impattò in uno strato di gesso (solfato di calcio) che provocò un aerosol di anidride solforosa il quale, oltre ad oscurare la luce del Sole, provocò ingenti piogge acide che risultarono letali per la vegetazione, il plancton e gli organismi che costruiscono un guscio calcareo come i molluschi. Si calcola che ci vollero più di dieci anni perché gli aerosol si dissolvessero.
La forma del cratere inoltre suggerisce che l'asteroide colpì il suolo con un angolo tra 20° e 30° e con direzione nord-ovest, indirizzando quindi i detriti verso la parte centrale degli odierni Stati Uniti.
L'ipotesi dell'impatto da asteroide è accettata dalla maggior parte dei paleontologi, anche se questa non è ritenuta la sola causa dell'estinzione di massa.

## Impatti multipli
Oltre al grande cratere di Chicxulub, ci sono numerosi altri crateri che si sono formati all'epoca della transizione K-T. Questo suggerisce anche la possibilità di una serie di impatti multipli contemporanei, derivanti ad esempio dalla frammentazione di un asteroide, come è capitato alla cometa Shoemaker-Levy 9 nel suo impatto con il pianeta Giove nel 1994.
Esempi di crateri di questo periodo sono:
- il cratere Boltysh, in Ucraina, con un diametro di 24 km e un'età stimata a 65,17 ± 0,64 milioni di anni.
- il cratere Silverpit, nel Mare del Nord, con un diametro di 20 km e un'età di 60-65 milioni di anni.
- il cratere di Shiva, in India, ovale, con gli assi di 600 e 400 km e un'età di 60-65 milioni di anni.

Altri crateri che si fossero formati nell'allora esistente Oceano Tetide, che includeva anche l'odierno Mar Mediterraneo, sarebbero cancellati o nascosti dai movimenti tettonici che hanno portato allo spostamento delle grandi placche continentali dell'Africa e dell'India.

## Estinzione di massa
Il sottile strato di argilla presente negli affioramenti corrispondenti al limite K-T, confermerebbe la teoria per la quale i dinosauri ed altre creature si estinsero in quel periodo, in seguito ad una catastrofe globale causata da una collisione di un meteorite con la Terra, di cui l'iridio e gli altri elementi rari sarebbero una testimonianza.
Oltre ai dinosauri, molte altre forme di vita non superarono il limite K-T, ad esempio gli pterosauri, gli ittiosauri ed i plesiosauri tra i rettili e le ammoniti, le belemniti e le rudiste tra i molluschi.